# ضياء سبع
ضياء سبع  (بالعبرية: דיא סבע‏) (18 نوفمبر 1992 بمجد الكروم في إسرائيل - ) هو لاعب كرة قدم عربي إسرائيلي في مركز الوسط و يلعب حاليا مع مكابي حيفا و يعتبر أول لاعب يحمل الجنسية الإسرائيلية يحترف في الإمارات . شارك مع منتخب إسرائيل تحت 21 سنة لكرة القدم. أما مع النوادي، فقد لعب مع اتحاد أبناء سخنين ومكابي نتانيا ونادي مكابي تل أبيب ونادي هبوعيل بئر السبع ومكابي بتاح تكفا وغوانغجو آر أند إف والنصر الإماراتي وسيفاسبور ومكابي حيفا ونادي الإمارات.
يقترب نادي النصر الإمارات من ضم ضياء سبع قادما من غوانغجو إيفرغراند الصيني

## وصلات خارجية
- ضياء سبع على موقع الاتحاد الأوربي (الإنجليزية)
- ضياء سبع على موقع اتحاد تركيا (لاعب) (الإنجليزية)
- ضياء سبع على موقع قاعدة بيانات كرة القدم.إي يو (الإنجليزية)
- ضياء سبع على موقع ناشيونال فوتبول تيمز (الإنجليزية)
- ضياء سبع على موقع Soccerbase.com (لاعب) (الإنجليزية)
- ضياء سبع على موقع Soccerway.com (الإنجليزية)
- ضياء سبع على موقع عالم كرة القدم.نت (الإنجليزية)